# Chopper – A kegyetlen
A Chopper – A kegyetlen (eredeti címe: Chopper) 2000-es ausztrál bűnügyi életrajzi filmdráma, amelyet Andrew Dominik írt és rendezett. A forgatókönyvet Mark Read önéletrajzi könyvei alapján készítették. A produkció főszerepében Eric Bana. 2000. augusztus 3-án mutatták be Ausztráliában. Magyarországon először a Titanic Nemzetközi Filmfesztiválon volt megtekinthető 2001. október 10-én. Később DVD-n is elérhetővé tették 2004. szeptember 15-től.

## Cselekmény
Mark Brandon „Chopper” Read 16 éves kora óta állandó látogatója a börtönnek. Mivel elrabolt egy bírót, hogy kiszabadítsa barátját, Jimmy Loughnant, ismét egy melbourne-i börtönben tölti büntetését. Nem különösebben népszerű a rabtársai körében, és amikor az egyiküket megöli, a többi rab összedobja a pénzét, és pénzjutalmat tűznek ki a fejére.
Rabtársa és legjobb barátja, Jimmy Loughnan megragadja az alkalmat, és egy házi készítésű késsel megpróbálja meggyilkolni Readet. Read túléli a támadást, és áthelyezést kér a börtönigazgatótól, hogy elkerülhesse a veszélyt. Az igazgató azonban elutasítja a kérését. Read végül levágja a fülét, hogy elmegyógyintézetbe küldjék.
A börtönből való szabadulása után Read paranoiásnak tűnik, és továbbra is félti az életét. Találkozik egykori barátnőjével, Tanyával, akiről azt hiszi, hogy összejátszik Neville Bartossal, az egyik korábbi áldozatával. Bartos, aki már rég megbocsátott Readnek egy korábbi bántalmazásáért, meghívja őt a villájába, és rendkívül vendégszerető. Read azonban gyanúsan reagál a barátságos viselkedésre, gyomron lövi Bartost, kirabolja, majd maga viszi kórházba. Read azt a hazugságot is terjeszti, hogy a rendőrségnek dolgozik, és a hatóságoktól szabad utat kapott a bűncselekmények elkövetéséhez, amíg együttműködik a rendőrséggel.
Read régi barátját, Jimmy Loughnant is gyanúsítja azzal, hogy meg akarja ölni. Hogy biztosra menjen, meglátogatja őt, akinek immár két gyermeke és drogfüggő menyasszonya van. Miután Jimmy megnyugtatta, Read jókedvűen hagyja el régi barátja lakását, akit nem sokkal előtte fegyverrel fenyegetett meg. Read látogatása után azonban kiderül, hogy Jimmy Loughnant mégiscsak felbérelték Read meggyilkolására. Jimmy, a felesége és egy Sammy nevű török ezután követi Readet egy klubba. Még aznap este Read megöli Sammyt, a törököt, bár az események valódi sorrendje homályban marad, és több változatot is bemutatnak a nézőnek.
Readet önvédelemre hivatkozva nem ítélik el gyilkosságért, de számos más bűncselekménye miatt újra börtönbe kerül. Miközben börtönben van, könyvet ír az ausztrál bűnözői alvilágban töltött életéről, amely hamar bestsellerré válik. A film zárójelenetében Read a cellájában ül, és a televízióban két őrrel nézi azt az interjút, amelyet nem sokkal korábban adott a börtönben. Dicsekszik tetteivel, és elismerésért küzd az őrökkel. Az interjú végén az egyik őr megkérdezi Readtől, hogy igaz-e minden, amit a médiában róla írtak. A férfi nevet, és azt mondja, hogy soha nem szabad hagyni, hogy az igazság elrontson egy jó történetet.

## Szereplők
| Szerep                      | Színész        | Magyar hangja   |
| --------------------------- | -------------- | --------------- |
| Mark Brandon "Chopper" Read | Eric Bana      | Kőszegi Ákos    |
| Jimmy Loughnan              | Simon Lyndon   | Juhász György   |
| Keithy George               | David Field    | Bolla Róbert    |
| Bluey                       | Dan Wyllie     | Harmath Imre    |
| Downie nyomozó              | Bill Young     | Csuha Lajos     |
| Neville Bartos              | Vince Colosimo | Laklóth Aladár  |
| Sammy, a török              | Serge Liistro  | F. Nagy Zoltán  |
| Beasley kormányzó           | Fred Barker    | Holl János      |
| Keith Read, Chopper apja    | Kenny Graham   | Kardos Gábor    |
| Tanya                       | Kate Beahan    | Németh Borbála  |
| Mandy, Jimmy felesége       | Skye Wansey    | Koffler Gizella |
| Cooney nyomozó              | Peter Hardy    | Végh Ferenc     |
| Nick                        | Robert Rabiah  | Seder Gábor     |

## Fogadtatás

### Kritikai visszhang
A film jó visszajelzéseket kapott a filmkritikusoktól. A Rotten Tomatoeson 76%-os minősítést ért el 80 értékelés alapján, az összefoglaló szerint: „Eric Bana alakítása a bájos, de becsavarodott Chopper szerepében a csúcspontja ennek a felkavaró portrénak, amely Ausztrália hírhedt írójáról és bűnözőjéről szól.” Kevin Maher a Timestól azt írta: „Az ausztrál bűnöző, Mark „Chopper” Read hőstetteiről és börtönéveiről szóló életrajzi dráma a filmszínészetet tanulók számára kötelező darab.” Stephen Hunter a Washington Posttól azt írta: „Ez egy nagyszerű stílus, ez egy mesés előadás, de sosem találja meg igazán azt, amit keres.” Kevin Thomas a Los Angeles Timestól azt írta: „Dominik nem dicsőíti Chopper-t, de filmje hozzájárul ahhoz, hogy Mark Brandon Read olyan mitikus ausztrál gazemberré váljon, mint Ned Kelly.”
A MetaCritic 68 pontot ért el a 100-ból 26 vélemény alapján. David Stratton a Varietytől azt írta: „A rendezőnek sikerült az a nehéz bravúr, hogy egy nem lineáris filmet készítsen, amely egy maroknyi, szinte elviselhetetlenül izgalmas jelenetet tartalmaz, amelyek mindegyikét bizarr fekete humor kísér.” Lisa Alspector a Chicago Readertől azt írta: „A kapcsolat a gyilkolással való dicsekvése és a gyilkolás között, hogy dicsekedhessen vele - gyönyörűen alattomos.” Owen Gleiberman az Entertainment Weekly-től azt írta: „Egy film, amelyet nyíltan a figyelem felkeltésére terveztek (és másra nem nagyon).”

### Bevétel adatai
A Box Office Mojo szerint a film 238 ezer dollár bevételt ért el, a költségvetésről nincs adat.

## Fontosabb díjak és jelölések
| Esemény                             | Díj                              | Kategória                                   | Eredmény |
| ----------------------------------- | -------------------------------- | ------------------------------------------- | -------- |
| Stockholmi Nemzetközi Filmfesztivál | Legjobb színész díja – Eric Bana | Legjobb színész díja – Eric Bana            | Elnyerte |
| Stockholmi Nemzetközi Filmfesztivál | Bronz Paripa-díj                 | Legjobb rendező                             | Jelölve  |
| Ausztrál Filmintézet                | AFI-díj                          | Legjobb film                                | Jelölve  |
| Ausztrál Filmintézet                | AFI-díj                          | Legjobb rendezés                            | Elnyerte |
| Ausztrál Filmintézet                | AFI-díj                          | Legjobb adaptált forgatókönyv               | Jelölve  |
| Ausztrál Filmintézet                | AFI-díj                          | Legjobb férfi főszereplő – Eric Bana        | Elnyerte |
| Ausztrál Filmintézet                | AFI-díj                          | Legjobb férfi mellékszereplő – Simon Lyndon | Elnyerte |
| Ausztrál Filmintézet                | AFI-díj                          | Legjobb operatőr                            | Jelölve  |
| Ausztrál Filmintézet                | AFI-díj                          | Legjobb vágás                               | Jelölve  |
| Ausztrál Filmintézet                | AFI-díj                          | Legjobb eredeti filmzene                    | Jelölve  |
| Ausztrál Filmintézet                | AFI-díj                          | Legjobb díszlet                             | Jelölve  |
| Ausztrál Filmintézet                | AFI-díj                          | Legjobb hangkeverés                         | Jelölve  |